# Regiunea Kemerovo
Regiunea Kemerovo (rus. Кемеровская область/ Kemerowskaja oblast) este o regiune situată în depresiunea din sud-vestul Siberiei, Rusia.

## Orașe mai mari
| Oraș             | Numele rusesc     | Locuitori (1 ianuarie 2006) |
| ---------------- | ----------------- | --------------------------- |
| Novokuznețk      | Новокузнецк       | 562.402                     |
| Kemerovo         | Кемерово          | 520.138                     |
| Prokopievsk      | Прокопьевск       | 216.675                     |
| Leninsk-Kuznețki | Ленинск-Кузнецкий | 107.858                     |
| Mejdurecensk     | Междуреченск      | 103.672                     |
| Kiseliovsk       | Киселёвск         | 103.656                     |

1. ↑  Constituția Federației Ruse, accesat în 26 octombrie 2016
2. ↑  Ukaz Prezidiuma VS SSSR ot 26.01.1943 ob obrazovanii Kemerovskoi oblasti v sostave RSFSR[*] Verificați valoarea |titlelink= (ajutor)